# Clase Gangut
La clase Gangut fueron los primeros Acorazados dreadnought construidos por la Armada Imperial Rusa. Los buques, fueron autorizados por la Duma (parlamento ruso) en 1908. Debido a la carencia de experiencia, se solicitó a varios astilleros extranjeros asistencia en el diseño. En su intrincada historia de diseño, se vieron envueltos compañías de Italia, Alemania (Blohm & Voss) y del Reino Unido (John Brown & Company). Los buques, fueron ordenados en 1909. Cuatro fueron completados. Dos, fueron nombrados en honor a victorias de Pedro I el Grande y los otros dos a victorias en la guerra de Crimea. Nombres similares a los asignados, eran usados por tres buques de la clase Petropavlovsk perdidos en la guerra guerra Ruso-Japonesa.

## Diseño

### Diseño original

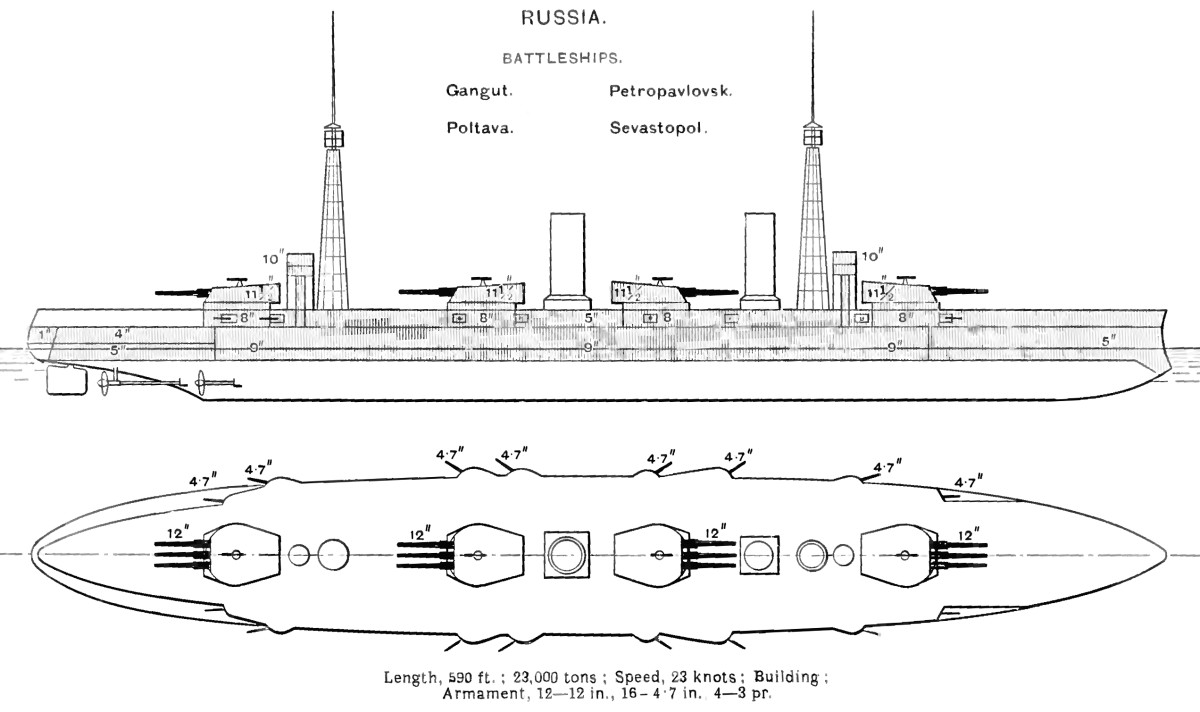
Perfiles del buque

Los buques fueron diseñados basándose en las lecciones de la Guerra Ruso-Japonesa tal y como fueron percibidas por los rusos. Durante la batalla de Tsushima los rusos sufrieron varias bajas y daños significativos debido a que los japoneses, impactaron en las superestructuras de sus acorazados por lo cual, los Ganguts, disponían de una mayor protección en estas zonas. Las superestructuras, eran además significativamente menores. Se eligió además una configuración de armamento principal de cuatro torres triples de 305 mm, similar a la configuración del acorazado italiano Dante Alighieri. Su proa, estaba adaptada a las condiciones del Ártico, incluida la capacidad de navegar con hielo.

### Modernización
En la década de 1930, los tres buques operacionales, fueron extensamente reconstruidos con nuevas calderas de fueloil, maquinaria, y una nueva artillería antiaérea. La pequeña superestructura, que no era adecuada para las funciones de mando y control, fue agrandada, y se añadió una catapulta y un hidroavión sobre la torreta número 3. Se añadió un radar británico durante la Segunda Guerra Mundial. Se modificó su proa para mejorar su navegabilidad, y se le añadieron Bulgues antitorpedo a algunos de los buques.
Se programó una modernización extensiva para el Marat (Proyecto 27). Este proyecto, incluía nueva maquinaria, armamento secundario y modificación de sus torretas, pero fue cancelado ante el inicio de la Segunda Guerra Mundial

## Buques

### Gangut (Гангут)
El Gangut fue construido por los astilleros Admiralty de San Petersburgo, puesto en grada en 1909, botado en octubre de 1911, y completado en diciembre de 1914. Recibió su nombre original de la Batatalla naval de Gangut de 1714. Fue renombrado Oktyábrskaya Revolyútsiya (Revolución de Octubre) en 1918, el buque sirvió en la Flota del Báltico durante la Segunda Guerra Mundial, y fue desguazado en 1959.

### Petropávlovsk (Петропавловск)
El Petropávlovsk fue construido por los astilleros Baltic, de San Petersburgo, puesto en grada en 1909, botado en noviembre de 1911, y completado en diciembre de 1914. Recibía su nombre original en memoria de la batalla de Petropávlovsk de la Guerra de Crimea. Fue hundido en su atraque por el HM Coastal Motor Boat 4, pero fue salvado y reparado. Fue renombrado Marat, en memoria del líder revolucionario francés Jean-Paul Marat en 1921. El buque, sirvió en la flota del Báltico durante la Segunda Guerra Mundial en el Sitio de Leningrado. De nuevo, fue hundido en su atraque, esta vez por un bombardero en picado Stuka pilotado por Hans-Ulrich Rudel el 23 de septiembre de 1941. El buque, aún parcialmente hundido, continuo en servicio apoyando con su artillería durante el resto del cerco. Fue reflotado en 1950 y sirvió como buque de entrenamiento Vóljov hasta que fue desguazado 1953.

### Sevastopol (Севастополь)
El Sebastopol, fue construido por los astilleros Baltic de San Petersburgo, puesto en grada en 1909, botado en octubre de 1911, y completado en noviembre de 1914. Recibía su nombre original en honor a la ciudad de Sebastopol, Crimea, fue renombrado Parizhskaya Kommuna en recuerdo de la Comuna de París de 1871, fue transferido a la flota del mar Negro en 1929, debido a que todos los acorazados Dreadnoughts de la clase Imperatritsa Mariya class se perdieron durante la revolución de octubre y la posterior guerra civil. El buque, participó en combate en la Segunda Guerra Mundial, retomó su nombre original de Sebastopol en 1943, y fue desguazado en 1957.

### Poltava (Полтава)
El Poltava fue construido por los astilleros Admiralty de San Petersburgo, puesto en grada en 1909, botado en julio de 1911, y completado en diciembre de 1914. Recibía su nombre en memoria de la Batalla de Poltava (1709), aunque el buque, sobrevivió a la Primera Guerra Mundial, debido a su mal estado, nunca fue reparado. En 1925 fue renombrado Frunze, en memoria del líder revolucionario Mijaíl Frunze, y convertido en pontón de entrenamiento. Fue hundido por la artillería alemana durante el cerco a Leningrado en 1941, el pecio, fue reflotado y desguazado en 1950.